# Булит
Булит (енгл. Bullitt) или Поручник Булит је амерички неоноар криминалистички трилер из 1968. године, редитеља Питера Јејтса. Улогом у овом филму Меквин је преко ноћи стекао велику славу, играјући лик грубог и асоцијалног полицајца који ће постати модел каснијем лику Прљавог Харија. Филм је био номинован за награду „Оскар” у две категорије, а освојио је ону за најбољу монтажу. Године 2007. филм је уврштен у амерички национални филмски регистар.
Када мафијаши убију сведока кога је добио да штити, детектив Булит, посвећени полицајац сам истражује случај. Међутим, случај убрзо добија занимљив обрт.

## Радња
Џони Рос је мафијаш који је украо 2 милиона долара од својих шефова и одлучио да сведочи против њих. Пошто има директан контакт са шефовима мафије, сенатор Чалмерс (којег игра Вон) жели да искористи своје сведочење да унапреди своју каријеру. Капетан полиције Сем Бенет (којег игра Окланд) поверава заштиту сведока искусном детективу Френку Булиту (игра га Меквин), који сматра да ће задатак бити лак. Рос се крије у соби у јефтином хотелу, а Френк га посећује са својим колегом по имену Делгети (којег игра Гордон), који ангажује другог детектива да задржи Роса у соби. Међутим, следећег дана, двојица убица су упала у собу и упуцала Роса и детектива. Један од убица потом одлази у болницу где Рос лежи, намеравајући да га убије, али га Булит примећује и почиње да га јури. Убрзо Рос умире, а Булит крије његово тело, док Чалмерс упорно тражи свог сведока. Упркос претњама, Булит започиње сопствену истрагу и прво изазива смрт Росовог убице, а затим, након телефонског разговора, долази у хотел у коме је одсела Росова девојка, али је проналази мртву. Овде Булит открива изненађење: убијени човек у хотелу није прави мафијашки доушник, већ је искористио другог човека да побегне. У последњем тренутку, Булит проналази правог човека на аеродрому и успева да га убије након кратке потере. Тако Чалмерс остаје без свог важног сведока.

## Улоге
| Глумац        | Улога                           |
| ------------- | ------------------------------- |
| Стив Маквин   | поручник Френк Булит            |
| Роберт Вон    | Чалмерс                         |
| Дон Гордон    | детектив Делгети                |
| Жаклин Бисет  | Кети                            |
| Сајмон Окланд | капетан Бенет                   |
| Норман Фел    | Бејкер                          |
| Роберт Дувал  | таксиста Вајсберг               |
| Фелис Орланди | Реник                           |
| Пет Ренела    | Џон Рос                         |
| Бил Хикмен    | као убица Фил, возач црног Доџа |
| Пол Генџ      | убица Мајк                      |
| Џон Априја    | убица                           |